# Koncentrická skleróza
(Balóova) koncentrická skleróza je jednou z hraničních forem roztroušené sklerózy (RS). Jedná se o demyelinizační onemocnění podobné klasické RS, které se však liší v tom, že demyelinizované tkáně tvoří soustředné (koncentrické) vrstvy. Dříve se lékaři domnívali, že u Balóovy koncentrické sklerózy je prognóza podobná Margburské roztroušené skleróze, ale dnes jsou známy případy, kdy pacienti s touto nemocí přežili, či takové případy, kdy u nich dokonce nastala spontánní remise, případně asymptomatické případy.
Běžným klinickém projevem je primárně progresivní forma RS, však vyskytly se již i případy relaps-remitentní formy. Jednou z teorií léčby je nasazení prednisonu, nicméně pro toto existují pouze neoficiální důkazy a mimo to je tyto závěry těžké přijmout, neboť existují případy, kdy se pacienti spontánně uzdravili, ať již u nich byla nasazena léčba steroidy, či nikoliv.